# هکموندویک
هکموندویک (به انگلیسی: Heckmondwike) یک شهرک در بریتانیا است که در Kirklees واقع شده‌است. هکموندویک ۱۶٬۹۸۶ نفر جمعیت دارد.